# Стшалкі (Ґостинінський повіт)
Стшалкі (пол. Strzałki) — село в Польщі, у гміні Гостинін Ґостинінського повіту Мазовецького воєводства.
Населення — 203 особи (2011).
У 1975-1998 роках село належало до Плоцького воєводства.

## Демографія
Демографічна структура станом на 31 березня 2011 року:
|          | Загалом | Допрацездатний вік | Працездатний вік | Постпрацездатний вік |
| -------- | ------- | ------------------ | ---------------- | -------------------- |
| Чоловіки | 96      | 17                 | 71               | 8                    |
| Жінки    | 107     | 22                 | 58               | 27                   |
| Разом    | 203     | 39                 | 129              | 35                   |